# 자주달개비
자주달개비(紫朱---, 학명: Tradescantia spathacea 트라데스칸티아 스파타케아[*], boatlily 또는 Moses-in-the-cradle)는 닭의장풀과의 여러해살이 초본식물이다. 원산지는 중앙아메리카 및 인접한 멕시코 지역과 카리브해의 섬 지역이다.